# 30370 Jongoetz
30370 Jongoetz è un asteroide della fascia principale. Scoperto nel 2000, presenta un'orbita caratterizzata da un semiasse maggiore pari a 2,3983523 UA e da un'eccentricità di 0,1130789, inclinata di 5,54016° rispetto all'eclittica.